# أليس باركر
أليس باركر (بالإنجليزية: Alice Parker)‏ هي موزعة وملحنة أمريكية، ولدت في 16 ديسمبر 1925.

## وصلات خارجية
- أليس باركر على موقع IMDb (الإنجليزية)
- أليس باركر على موقع ميوزك برينز (الإنجليزية)
- أليس باركر على موقع أول ميوزيك (الإنجليزية)
- أليس باركر على موقع ديسكوغز (الإنجليزية)